# Борки (Зубцовское сельское поселение, у д. Приволжье)
Борки  — деревня в Зубцовском районе Тверской области. Входит в состав Зубцовского сельского поселения.

## География
Находится в южной части Тверской области на расстоянии приблизительно 3 км на северо-запад по прямой от западной части районного центра города Зубцов на левобережье Волги.

## История
Деревня была отмечена еще на карте 1825 года. В 1859 году здесь (деревня Зубцовского уезда Тверской губернии) было учтено 10 дворов, в 1941 — 21.

## Население
Численность населения: 94 человека (1859 год), 2 (русские 100 %) в 2002 году, 0 в 2010.